# Friedrich Wilhelm Schreiner
Pour les articles homonymes, voir Schreiner.
Friedrich Wilhelm Schreiner (né en 1836 à Cologne, mort en 1922 à Düsseldorf) est un peintre allemand.

## Biographie
Schreiner prend des cours privés auprès d'Andreas Achenbach, Wilhelm Camphausen et Johann Wilhelm Lindlar. Il voyage en Allemagne, en Suisse et en Italie. À Düsseldorf, il devient membre du mouvement Malkasten. Outre des paysages naturalistes, il compose des paysages idéaux dans la tradition de Carl Friedrich Lessing. De nombreuses peintures comportent un chêne.